# Leandro Tomaz Perez
Leandro Tomaz Perez (nacido el 29 de julio de 1979) es un exfutbolista brasileño que se desempeñaba como centrocampista.
Jugó para clubes como el Mito HollyHock.

## Trayectoria

### Clubes
| Club           | País  | Año  |
| -------------- | ----- | ---- |
| Mito HollyHock | Japón | 2000 |

## Estadística de carrera

### J. League
| Club           | Año   | J. League | J. League | Copa J. League | Copa J. League | Total | Total |
| Club           | Año   | Part.     | Goles     | Part.          | Goles          | Part. | Goles |
| -------------- | ----- | --------- | --------- | -------------- | -------------- | ----- | ----- |
| Mito HollyHock | 2000  | 16        | 1         | 0              | 0              | 16    | 1     |
| Total          | Total | 16        | 1         | 0              | 0              | 16    | 1     |